# Friese graaf
Met de benaming Friese graaf werden tot halverwege de 11e eeuw de graven aangeduid die de kustprovincies van het tegenwoordige Nederland bestuurden. De Nederlandse kust stond toen bekend als Fresia. De term was een 8e-eeuwse herintroductie van de Frankische heersers van de streek, die bij de naam teruggrepen op de Frisii en Frisiavones uit de Late Oudheid en had aanvankelijk een strikt geografische betekenis. Later zouden andere benamingen in zwang komen, bijvoorbeeld voor de graven van Holland en Zeeland.